# Maerua robynsii
Maerua robynsii är en kaprisväxtart som beskrevs av Ernst Wilczek. Maerua robynsii ingår i släktet Maerua och familjen kaprisväxter. Inga underarter finns listade i Catalogue of Life.